# VectorLinux
Vector Linux е Linux дистрибуция за x86 платформи. Текущата версия е базирана на Slackware 12 като се стреми да бъде по-достъпна за новите потребители, предлагайки стабилността и бързодействието на Slackware.

## История
Разработката на Vector Linux е започната от канадеца Robert S. Lange, негов помощник в това начинание е Darrell Stavem. В развитието на Vector Linux взема участие сплотена международна общност от потребители. Най-дейните от тях се наричат vectolopers (игра на думи от vector и developer).